# Enric Cassany i Cels
Enric Cassany i Cels (Ripoll, Ripollès, 1951) és un historiador de la literatura i professor universitari català.
Exerceix com a professor de literatura catalana a la Universitat Autònoma de Barcelona, essent catedràtic universitari des del 1991. És especialista en la narrativa del segle xix, especialment en costumisme, tema amb relació al qual el 1992 publicà El costumisme en la prosa catalana del segle XIX, que ha acabat convertint-se en un referent ineludible sobre la matèria. També ha publicat edicions d'autors com Robert Robert i Emili Vilanova i March. El 1987 publicà l'antologia Quadres de costums urbans del vuit-cents. El 1986 publicà els capítols sobre la Història de la literatura catalana dins del volum 7 d'aquesta obra dirigida per Joaquim Molas. A més, ha estudiat altres autors del segle xix, com Víctor Balaguer, Narcís Oller, Josep Yxart, Juli Francesc Guibernau (C.Gumà) i Francesc Miquel i Badia, sobre el qual l'any 2001 publicà, conjuntament amb Antònia Tayadella i Oller, el llibre Francesc Miquel i Badia, crític literari al “Diari de Barcelona” (1866-1899). La seva trajectòria professional ha estat vinculada durant anys amb la formació de mestres, motiu que l'ha dut també a reflexionar en diversos articles especialitzats sobre l'ensenyament de la literatura.